# Via Regia (Азія)

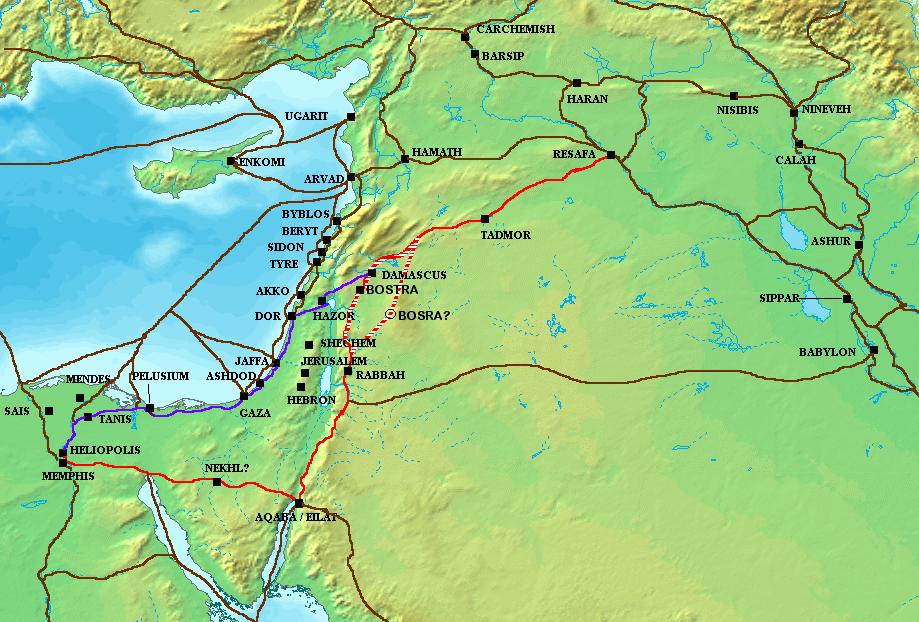
Via Maris (фіолетовий), Via Regia (червоний), та інші торгові шляхи Передньої Азії, бл. 1300 до н. е.

Via Regia («царський шлях») — один з найдавніших торгових маршрутів в історії, який вів з Єгипту вздовж лінії вододілу на плато на східному березі Йордану, через Дамаск в Межиріччя і Персію.

## Географія
Via Regia почалася в Єгипті в Геліополісі, звідти йшла на схід, через Клісму (сучасний Суец), через перевал Мітла, єгипетські форти Нехл і Темед, через пустелю Синай в Ейлаті Акабу до мідних рудників Тимни. Звідти Via Regia повертала на північ, піднімаючись на плато на схід від долини Арава, де її перетинали Дорога спецій та Дорога пахощів, мимо Петри та Маана до Удруху, Селі, і Шобаку (за часів хрестоносців фортеця Монреаль). Далі вона проходила через Керак і землі Едому і Моаву в Мадабу, Рабат-Аммон (сучасний Амман), Джараш, Бострем, Дамаск, і Тадмор, і закінчувалася в Ресафі (близько Ар-Ракка) на Євфраті.

## Історія
У Біблії «царська дорога» згадується в Старому Завіті, коли Мойсей просив царя Едомського дозволу скористатися нею за плату (Чис 20:17). «… дозволь нам пройти землею твоєю: ми не підемо полем та виноградником, і не будемо пити води з криниць [твоїх]; але підемо дорогою царською, не звернувши ні праворуч, ні ліворуч, аж поки не перейдемо границі твоєї. Але Едом сказав йому: не перейдеш у мене, інакше я з мечем проти тебе. І сказали йому Ізраїлеві сини: Ми підемо битою дорогою, а якщо будемо пити воду твою, я та худоба моя, то буду платити за неї, тільки ногами моїми пройду, що нічого не варто.»
На відміну від Великого шовкового шляху, основний товаропотік Via Regia становили товари, життєво необхідні для функціонування економіки. На північ йшли зерно, мідь, лляні тканини; на південь — залізо, риба, вовняні тканини. Via Regia робила важливий вплив не тільки на країни, через які проходила, Ідумею, Моав, Набат, міста Декаполіса, а й на сусідні, будучи не тільки потужним економічним, а й військово-політичним фактором і шляхом міграцій. Цією дорогою прибув в Ханаан єврейський патріарх Авраам. Вона сприяла і взаємному культурному впливу, і поширенню релігійних ідей.
При імператорі Траяні дорога була вимощена і стала називатися Нова Траянова дорога. Вона в той час являла собою бруківку шириною в сім метрів і була однією з найважливіших шосейних доріг на всьому Близькому Сході. Паралельно з цією магістраллю була побудована ешелонована система спостереження з маленькими фортецями, баштами і сигнальними станціями. Їх завдання полягало у контролі над караванними шляхами і оазами в прикордонній зоні і в спостереженні за всією караванною торгівлею.